# 카복사마이드

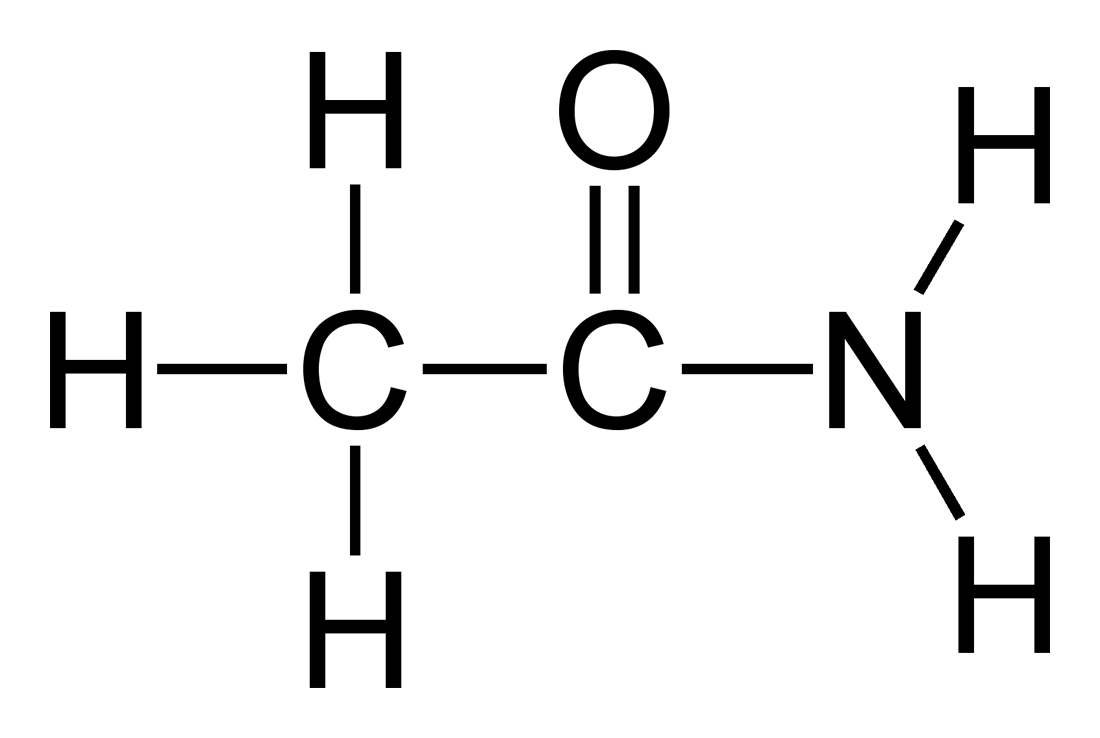
카복사마이드의 분자구조

유기화학에서 카복사마이드(영어: carboxamide)는 유기 치환기로서 수소, R, R '및 R' '을 갖는 일반 구조 R-CO-NR'R' '또는 수소를 갖는 작용기이다.
아스파라긴과 글루타민의 두 아미노산에는 카복사마이드 결합이 있다. 카복사마이드 결합의 특성 및 반응성은 카보닐 산소뿐만 아니라 -NH2 결합의 수소 결합 능력으로부터 발생한다. 또한, 카복사마이드의 탄소 원자는 질소상의 비결합 단일 쌍으로부터 전자 밀도를 받아 들여 탄소-산소 결합을 약화시킬 수 있는 LUMO 배치를 갖는다.
단순 카복사마이드의 예는 다음과 같다.
- 아세트아마이드
- 벤즈아마이드